# Jean-Michel Capendeguy
Pas d'image ? Cliquez ici

a Compétitions nationales et continentales officielles uniquement.

b Matchs officiels uniquement.
Jean-Michel Capendeguy, né le 5 mars 1941 à Ciboure et mort le 4 janvier 1968, est un joueur français de rugby à XV, qui a joué avec l'équipe de France au poste de trois-quarts aile.

## Biographie
Jean-Michel Capendeguy dispute son premier test match le 25 novembre 1967 contre l'équipe de Nouvelle-Zélande, et le dernier contre l'équipe de Roumanie, le 10 décembre 1967.
Il joue en club avec le Saint-Jean-de-Luz olympique, avant de rejoindre le RC Toulon en 1964, puis le CA Bègles en 1967.
Il disparait tragiquement lors d'un accident de voiture, alors qu’il venait de connaître ses deux premières sélections en équipe de France,.

## Statistiques en équipe nationale
- 2 sélections
- 1 essai (3 points)